# Хобърт паша
Аугустус Чарлз Хобърт-Хемпдън (на английски: Augustus Charles Hobart-Hampden), по-известен като Хобърт паша, е английски военен на османска служба, главнокомандващ на Османския флот по време на Руско-турската война от 1877 – 1878 г.

## Биография
Роден е на 1 април 1822 г. в Лестършър, Англия, в рода на графовете на Бъкингамшър. През 1835 г. постъпва на служба в Кралския военноморски флот на Великобритания. През 1845 г. получава званието лейтенант. Служи на корабите „Рътлър“ и „Хибърния“. Хобърт служи на бреговете на Бразилия, където участва в кампании против робовладелците и търговията с роби.
По време на Кримската война (1853 – 1856) е капитан на кораба „Драйвър“ и участва в Балтийската кампания, където се отличава със заслуги за превземането на Бомарсунд и бомбардировките над Свеаборг. През 1861 г. Хобърт достига до чин капитан, а година по-късно се уволнява от британския флот.
По време на Гражданската война в САЩ (1861 – 1865) подкрепя Конфедерацията като доставя на южняците военни товари и изнася памук.
През 1867 г. постъпва на служба в Османската империя, получавайки званието контраадмирал. Активно участва в потушаването на Критското въстание (1866 – 1869), за което получава титлата паша и е назначен за главен инспектор на флота. Благодарение на Хобърт военноморските сили на империята се модернизират и усилват.
През 1874 г. е възстановен на английска служба, но с избухването на Руско-турската война (1877 – 1878) отново оглавява османския флот. Въпреки че османските кораби господстват в Черно море, флотът не повлиява на развоя на войната.
През 1881 г. Хобърт става първият християнин, станал маршал на Османската империя.
Умира на 19 юни 1886 година в Милано, Италия, на 64-годишна възраст. След смъртта му съпругата на Хобърт издава автобиографичната му книга „Sketches of my life“.